# Аритмология
Аритмоло́гия — подраздел кардиологии, предметом которого является исследование и лечение аритмий сердца и который в значительной мере базируется на инструментальных методах клинической электрофизиологии сердца.  

## Основные сведения
Клиническая аритмология предоставляет новейшие технологии диагностики и ведения пациентов с аритмиями, включая использования методов картирования и рентгеноскопических изображений, иллюстрирующих методы позиционирования электрофизиологического катетера, пункции межпредсердной перегородки и доступа к перикарду, криоаблации и процедур исключения левого предсердия. В фокусе аритмологии также находятся нарушений ритма сердца, обусловленные наследственными каналопатиями; диагностика таких состояния проводится с использованием достижения молекулярной генетике.
В настоящее время наиболее важным разделом клиническая аритмологии является хирургическая аритмология (интервенционные кардиохирургия).
Теоретическая аритмология развивается на основе современных достижений математики, биофизики сердца, кардиофизики, интегративной физиологии, генетики. Большое значение в постижении глубинных механизмов нарушения ритма сердца играет компьютерное моделирование.  
В России издаются два тематических журнала: «Анналы аритмологии» (ISSN 1814-6791) и «Вестник Аритмологии» (ISSN 1561-8641).

## Методы

### Клиническая электрофизиология сердца
Клиническая электрофизиология сердца предоставляет возможность пациентам с нарушениями ритма сердца проходить обследования катетерного картирования эндокарда, в том числе и с использование электростимуляции.
К электрофизиологическим методам относят и все варианты катетерной абляции. При показаниях может быть установлен электрокардиостимулятор. Для диагностических целей в качестве неинвазивного электрофизиологического исследования сердца иногда применяется также метод чреспищеводной электрокардиостимуляции.

### Математический нелинейный анализ
Нелинейные методы рассматриваются как потенциально многообещающие средства оценки и прогнозирования нарушений ритма сердца, однако в настоящее время используются ограничено, поскольку необходим дальнейший прогресс в технологии анализа и интерпретации результатов. 

## Исторические замечания

### В мире
Одним из отцов-основателей подраздела кардиологии, известного как клиническая электрофизиология сердца, считается Хенрик (Хайн) Велленс, который на базе отделения кардиологии в Академической больнице нового Маастрихтского университета создал свою школу аритмологии, обучив в период с 1977 по 2000 год более 130 кардиологов со всего мира.
С 1992 г. в США аритмология как субспециальность существует
В 2011 году Антони Байес де Луна, что «аритмология изменилась за последние 50 лет и стать чётко определённой специализацией» и к аритмологии относят теперь «лечение с помощью инвазивных методов, а не исследуется то, как диагностировать аритмию с помощью анамнеза и тщательной поверхностной электрокардиографии».
В Армении аритмология развивается на базе медицинского центра Эребуни под управлением Смбата Джамаляна.

### В России
Ещё в 1970-х годах электрофизиологические механизмы развития аритмий сердца исследовал российский кардиолог академик РАН Л. В. Розенштраух.
В 2002 году по инициативе А. Ш. Ревишвили было создано «Всероссийское научное общество специалистов по клинической электрофизиологии, аритмологии и кардиостимуляции», целью которого является объединение творческих усилий его членов в области прогнозирования, развития и реализации научно-практических достижений в области клинической электрофизиологии, аритмологии и кардиостимуляции. С 2005 г. проводится Съезд аритмологов с периодичностью один раз в 2 года. Академику РАН А. Ш. Ревишвили принадлежит существенная роль в развитии российской хирургической аритмологии.
Должность «главный аритмолог» введена в Минобороны России. В 2006—2008 эту должность занимал подполковник медицинской службы А. В. Ардашев; а с 2009 г. — полковник медицинской службы В. И. Стеклов  .
В 2010 году при участии Национального научного общества «Кардиоваскулярная профилактика и реабилитация» с целью координации усилий специалистов в области аритмологии был создан и официально зарегистрирован «Клуб аритмологов России».
В 2013 году была создана Евразийская Аритмологическая Ассоциация, возглавляемая врачом-аритмологом профессором А. В. Ардашевым. Целями ассоциации являются предотвращение внезапной сердечной смерти, повышения качества лечения аритмий сердца и уменьшение осложнений, а также преодоление пропасти между потребностью и возможностью оказания аритмологической помощи на Евразийском пространстве.

### Книги
1. ↑  Клиническая аритмология / Под ред. проф. А. В. Ардашева. — М.: МЕДПРАКТИКА-М, 2009. — 1220 с. — 1000 экз. — ISBN 978-5-98803-198-7. Архивировано 29 октября 2013 года.
2. ↑  Аритмология: Клинические рекомендации по проведению электрофизиологических исследований, катетерной абляции и применению имплантируемых антиаритмических устройств / Под ред. А. Ш. Ревишвили. — М.: ГЭОТАР-Медиа, 2010. — 304 с. — ISBN 978-5-9704-1484-2.
3. ↑  Antoni Bayes de Luna. Clinical Arrhythmology (англ.). — John Wiley & Sons, 2011. — 440 p. — ISBN 9781444391732.
4. ↑  Ziad Issa, John M. Miller, Douglas P. Zipes. Clinical Arrhythmology and Electrophysiology: A Companion to Braunwald's Heart Disease Companion to Braunwald's Heart Disease Series (англ.). — 3, иллюстрированное. — Elsevier, 2018. — 1120 p. — ISBN 9780323523561.
5. ↑  Ардашев А. В., Лоскутов А.Ю. Практические аспекты современных методов анализа вариабельности сердечного ритма. — М.: ИД «МЕДПРАКТИКА-М», 2011. — 128 с.
6. ↑  Smeets, Joep L.R.M. 33 Years of Cardiology and Arrhythmology (англ.) / ed. Professor Hein J.J. Wellens. — Amsterdam, the Netherlands: Kluwer Academic Publishers, 2000.

### Научные статьи
1. ↑  Москаленко А. В., Тетуев Р. К., Махортых С. А. История становления математической физики сердца в России // Препринты ИПМ им. М.В.Келдыша : журнал. — 2018. — № 61. — С. 1—32. — ISSN 2071-2901. — doi:10.20948/prepr-2018-61.
2. ↑  Noble D. Modelling the heart: from genes to cells to whole organ (англ.) // Science : журнал. — 2002. — No. 295. — P. 1678—1682.
3. ↑  Noble D. Modelling the heart: insights, failures and progress (англ.) // BioEssays : журнал. — 2002. — No. 24. — P. 1156—1163.
4. ↑  Bassingthwaighte J., Hunter P., Noble D. The Cardiac Physiome: perspectives for the future (англ.) // Exp Physiol.. — 2009. — Vol. 94, no. 5. — P. 597—605. — doi:10.1113/expphysiol.2008.044099.

### СМИ
1. 1 2  Если сердце бьется не в такт: Интервью // «Санкт-Петербургские ведомости» : газета. — 2020. — № от 3 июня.
2. ↑  Болеслав Лихтерман. Горящее сердце // «Медицинская газета» : газета. — 2012. — № 19 от 21 марта. Архивировано 27 июля 2020 года.
3. ↑  Зинаида Шитлаева. Уроженец Чувашии военврач Владимир Стеклов стал доктором медицинских наук // «Советская Чувашия» : газета. — 2016. — № от 3 августа.